# Pavel Helan
Pavel Helan (* 27. srpna 1979 Moravské Knínice) je český písničkář, zpěvák, kytarista a pianista, bavič a finalista soutěže Česko Slovensko má talent.

## Život
Pavel Helan pochází z Moravských Knínic. Má dva bratry a je příbuzným lidového zpěváka Jiřího Helána z dechové hudby Moravěnka. Vystudoval střední zahradnickou školu v Brně a krajinné inženýrství na Mendelově univerzitě, kde získal titul inženýr.
Své hudební vzdělání poprvé využil jako kytarista v jazzbandu Young Pekáč Mojmíra Bártka. Pavel Helan byl členem vokálního kvarteta Alba Mons, spolupracoval s Mladými brněnskými symfoniky. Prošel kytarovou školou Oty Pinknera, zvítězil v televizním pěveckém pořadu Do-re-mi, napsal hudbu k divadelním hrám divadla Prkno a Absolutního divadla. Působil také jako učitel hudební výchovy v New Yorku. Působil též v revivalové kapele U2 a doprovázel bretaňského zpěváka Yvese Guélou ve skupině Gwalarn. Stal se patronem brněnského dětského centra Vesněnka.
V roce 2007 obdržel prestižní cenu Krtek na festivalu Zahrada. V roce 2008 vydal CD Je(mně)příjemně, ze kterého o rok později vzešla spolupráce se zpěvákem Petrem Bende. V roce 2010 byl založen plesový miniorchestr Helan Band. Hostování na desce cimbálové muziky Grajcar:Cimballitica se zúčastnil v roce 2011 a poté také koncertoval v Malajsii s německým Octoberfest bandem.
V roce 2012 se stal kmotrem CD skupiny Šroti a absolvoval letní šňůru festivalů s projektem Kolotoč. Koncertoval také s alternativní cimbálovou skupinou Medicimbal. Jako hosta na turné Ani si nesedejte si ho posléze vybral Tomáš Klus a Pavel Helan byl i hostem Vánočního tour Petra Bendeho. V roce 2013 se stal finalistou talentové soutěže Česko Slovensko má talent, v níž byl oceněn především za svůj osobitý humor a chytlavé písně.
V roce 2014 vyjel na své vlastní turné nazvané Ajfon tour. Název turné je odvozen z jedné z jeho nejúspěšnějších písní Koupil jsem si ajfoun. Turné zahájil koncertem 21. ledna v brněnském klubu Metro a součástí koncertu byl i křest jeho druhého alba iBůh.
V srpnu 2017 vystupoval také na Celostátním setkání mládeže v Olomouci a je častým hostem TV Noe.
V prosinci 2019 vydal kompilační CD Buď se mnou, doplněné o vlastní zpěvník s akordy.
V roce 2020 během pandemie koronaviru doprovázel na kytaru mše přenášené Českou televizí z Komunitního centra Matky Terezy v Praze.

## Dílo
Pro texty písní, které si Pavel Helan převážně skládá sám, některé pak s pomocí Michala Černíka, jsou typické optimismus a humor. Některé texty jsou vyloženě komické, jiné v sobě ale zase nesou vážné téma a hlubší myšlenku. Některé texty Pavla Helana jsou inspirovány rovněž čtením Bible, konkrétně knihami Žalmů a Přísloví.

### Diskografie
- Je(mně) příjemně (2008)
- iBůh (2013)
- Rapper (2017)
- Buď se mnou (2019) – kompilační album včetně zpěvníku

### Singly
- iBůh
- Babička
- Buď se mnou
- Píseň o zubařce
- Chlapec z vesnice
- Tráva
- Zahrádka
- Kristýnka
- Kovář
- Poslouchej
- Svaťba
- Bejby bejby
- Vinnetou
- Jaro
- Netuše
- Hory
- Kaplička
- D1
- Obláček
- Metal
- Gospel
- Tráva
- Příběh o Tatiánce
- Dnes ráno

## Ocenění
- 2007 – Krtek na festivalu Zahrada
- 2013 – finalista talentové soutěže Česko Slovensko má talent